# Абакаров, Абдулжалил Алисултанович
Абдулжалил Алисултанович Абакаров (13 октября, 1968, Махачкала, Дагестанская АССР, РСФСР, СССР) — российский спортсмен, специализируется по карате кумите, чемпион и обладатель Кубка России. Мастер спорта России международного класса.

## Спортивная карьера
Спортивную карьеру начал в 1993 году в Махачкале под руководством тренеров Омара Муртазалиева. Дважды становился чемпионом России и дважды являлся обладателем Кубка России. В составе сборной России является участником чемпионата мира.

## Депутатская деятельность
Являлся председатель постоянной депутатской комиссии по социальной политике Карабудахкентского района. Является представителем Акушинского райсобрания. Работает генеральным директор ООО «Экоюг-Росе».

## Результаты на международных соревнованиях
- Кубок России по карате 1996 — ;
- Кубок России по карате 1998 — ;
- Чемпионат России по карате 1998 — ;
- Чемпионат России по карате 1999 — ;

## Личная жизнь
В 1985 году окончил школу № 1 в п. Ленинкент. В 1997 году окончил лечебный факультет Дагестанской государственной медицинской академии.